# Kobold

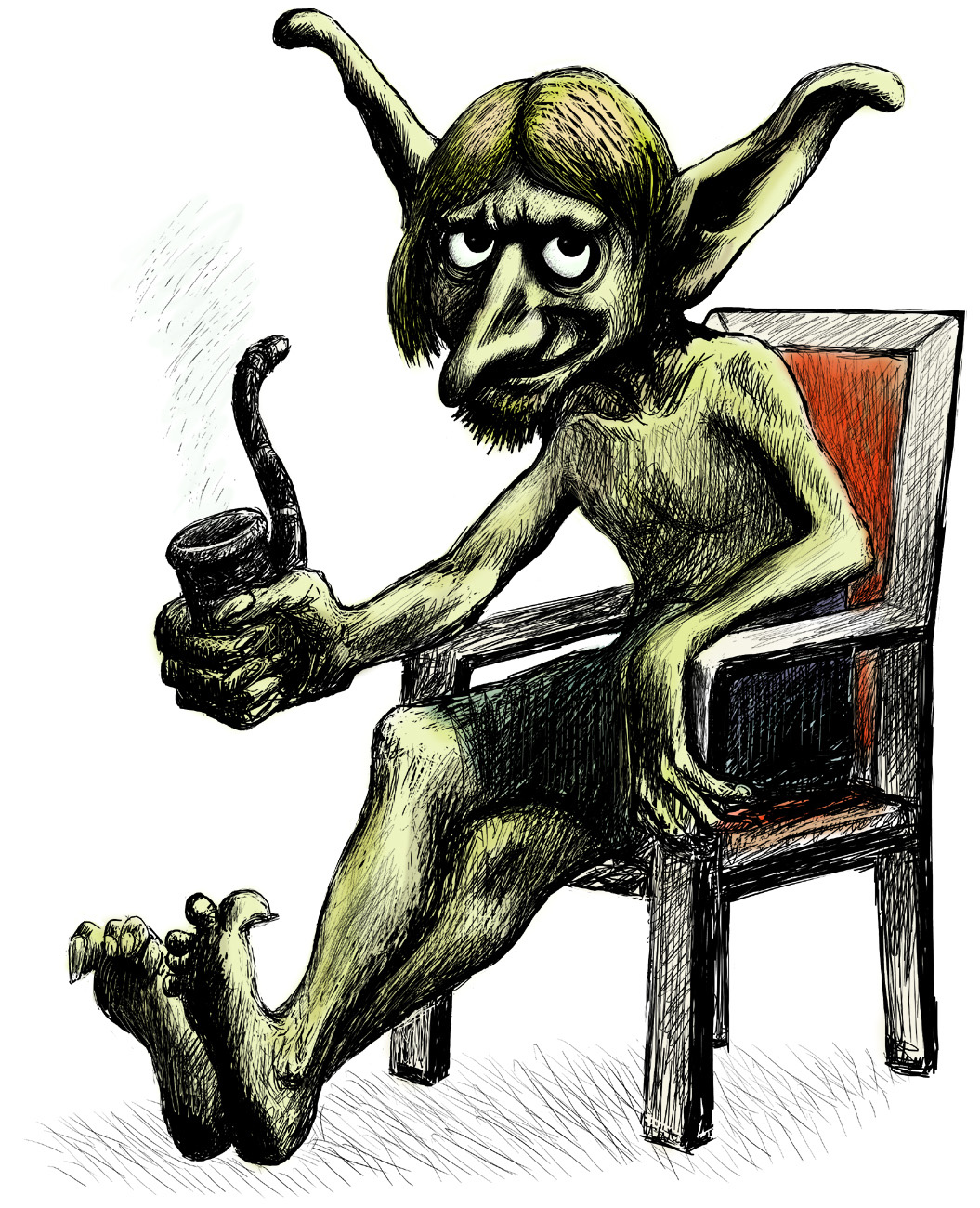
Teckning av en kobold

För kobold som rollspels-stil, se powergaming.
Kobold [kˈoːbɔld] är ett begrepp för husandar och naturandar i tysk folktro. En kobold kan således både vara en hustomte och ett slags dvärg eller bergsrå. Metallen kobolt är uppkallad efter kobolden, eftersom man menade att denne stulit värdefulla mineraler ur malmådern och istället stoppat dit sådana som ansågs värdelösa, således ”koboldmetall”. Ett skäl till detta troddes vara att gruvorna störde lugnet i underjorden, där kobolderna bodde.
Enligt många sägner var koboldandarna röda eller orange, och hade alltid med sig en flöjt för att skrämma människor.
Ordet kobold är etymologiskt besläktat med engelskans goblin. Även i delar av Sverige var tron på kobolder stark, mycket beroende på att många bergmän och metallberedare kom från tysktalande områden. I till exempel Falu koppargruva frodades tron på allehanda underjordiska väsen, till exempel kobolder, bergsrån (en underjordisk variant av skogsrået) och troll.